# 意大利迦罗马圆形剧场

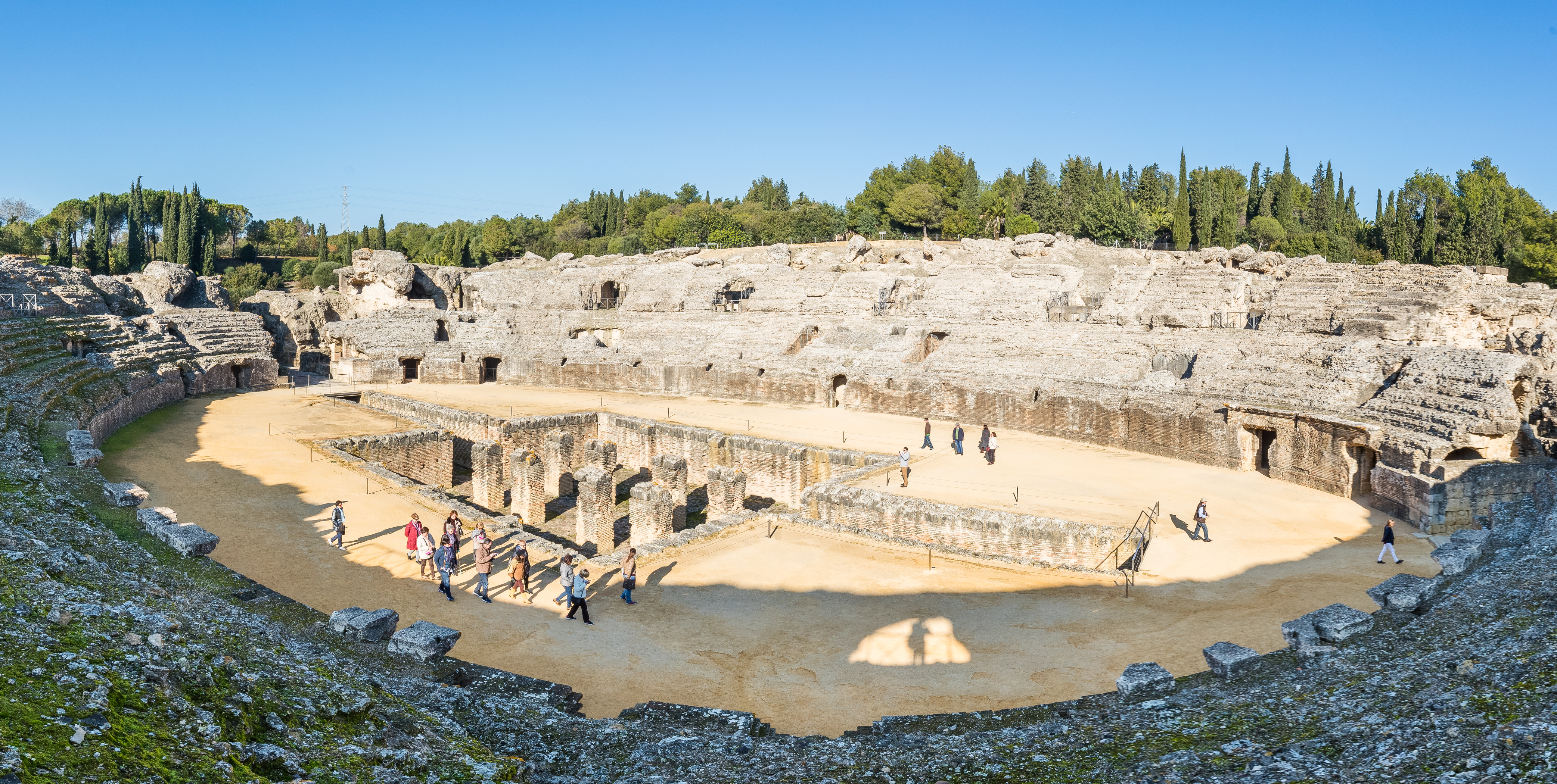
意大利迦罗马圆形剧场

意大利迦罗马圆形剧场（西班牙语：Anfiteatro romano de Itálica）是一个罗马圆形剧场遺址，位于西班牙安達盧西亞的意大利迦，當地歷史上是一個罗马人的定居点，該地現今為桑蒂蓬塞。它建于哈德良皇帝统治时期的117年至138年之间。它可容纳25,000 观众，呈椭圆形，共有三层看台。